# 백설탕

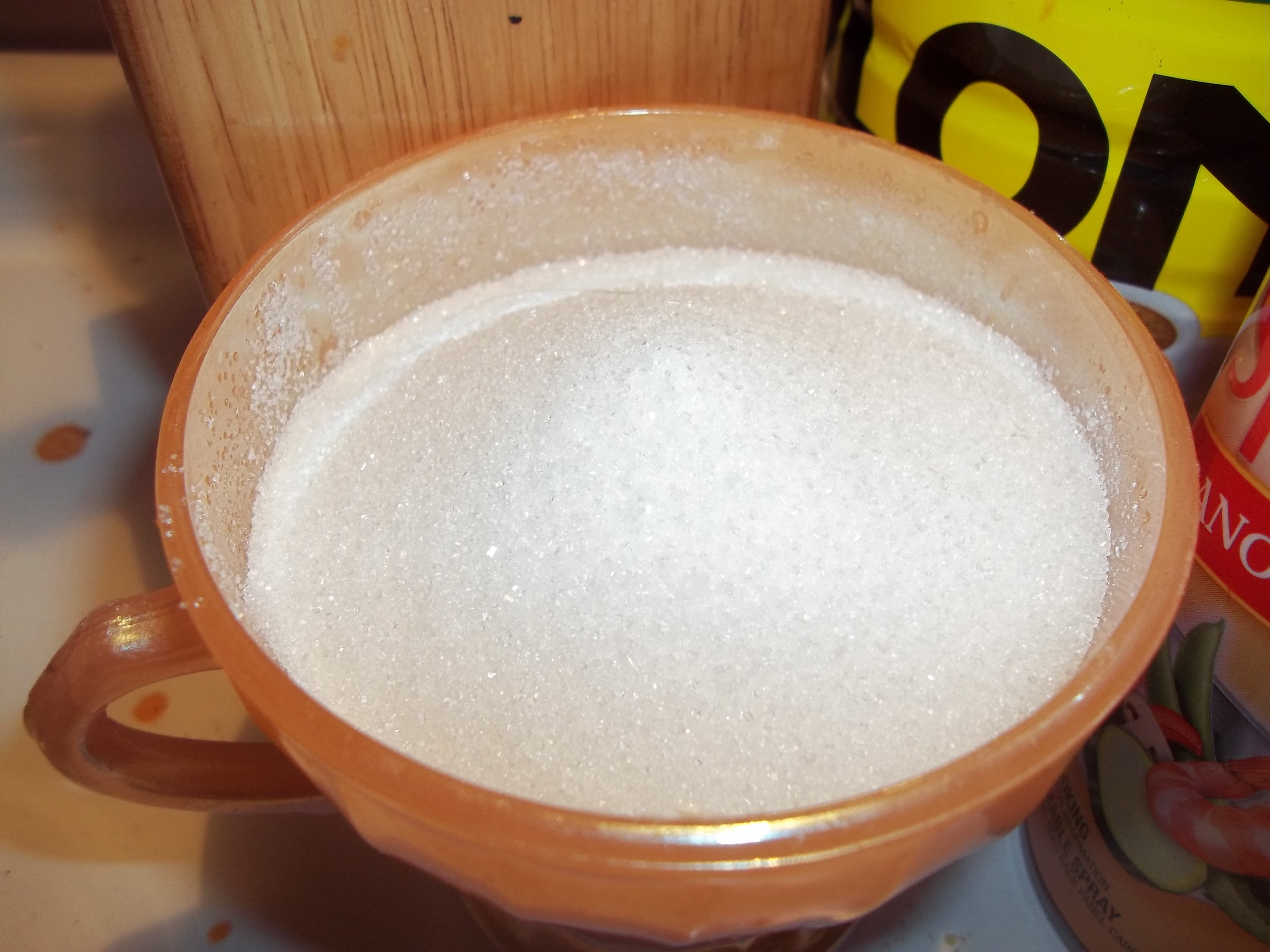
백설탕

백설탕(白雪糖), 정제당(精製糖)은 북아메리카, 유럽에서 흔히 사용되는 설탕으로, 사탕무나 수크로스로 만들며 제당 공정을 거친다.
정제당은 지방으로 변환되기 전에 인체에 글리코겐(당원)으로서 탄수화물에서 1천 칼로리 이상을 초과로 저장할 수 있는 사실 때문에 일단 에너지 저장 상으론 좋은 에너지원으로 간주 되긴 한다.

## 개요
정제 시에는 당밀이 완전히 제거되며 백설탕을 실제로 수크로스화시키며(99.7%보다 더 높은 순도) 분자식은 C12H22O11이다. 화학적, 영양적인 관점에서 백설탕은 황설탕에 비해 당밀에 있는 일부 미네랄이 함유되어 있지 않다. (예: 칼슘, 포타슘, 철, 마그네슘) 인체를 통해 확인 가능한 유일한 차이점은 색깔이 하얀 것과 맛이 덜 강하다는 점이다.

## 기타
특히 정제당인 백설탕은 위의 '개요' 문단에 쓰인 영양학적 서술 등의 이유로 섭취할 필요성이 매우 적겠다. 
정제당이 면역력 저하, 비만, 혈당 과상승, 충치를 유발한다고들 한다.
이러한 정제당이 만병통치약이라는 건 주로 포도당 혹은 혈당 결핍이나 그런데에 그렇다는 말인 듯하다.

## 같이 보기
- 황설탕
- 비정제당